# Большая Медвежья
Больша́я Медве́жья (англ. Great Bear River, фр. Grande rivière de l'Ours) — река в Канаде, на Северо-Западных территориях. Её длина 113 км. Исток — в заливе Кит-Арм на юго-западе Большого Медвежьего озера. Протекает по болотам к западу от Большого Медвежьего озера и впадает в реку Маккензи справа.
Является важной транспортной артерией. Свободна ото льда 3-4 месяца в году, средняя ширина реки 300 м, глубина 6 м. В среднем течении реки находятся пороги Сент-Чарльз.
Низкий уровень расхода воды в Большой Медвежьей реке объясняется низким среднегодовым уровнем осадков на площади бассейна. В 1972 и 1974 гг. наблюдалось значительное обмеление реки. Максимальный расход воды достигает 995 м³/с. Средний расход воды — 528 м³/с.
В 15 км ниже устья Большой Медвежьей реки в Маккензи слева впадает Малая Медвежья река.
В бассейн реки входит озеро Фейбер.